# Заркадија
Заркадија (грч. Ζαρκαδιά) је насељено место у општини Места у периферији Источна Македонија и Тракија, Грчка. Према попису из 2021. године било је 525 становника.
Према бугарском географу и историчару, Василу Канчову, у Заркадији је 1900. године живело 620 Турака. Године 1924. турско становништво је принудно исељено у Турску а на њихово место су насељене грчке избегличке породице, којих је на попису из 1928. године било 887. Село се раније звало Караџилар.